# شش‌درک
شش‌دَرَک منطقه‌ای مرفه‌نشین و پر رفت و آمد در مرکز کابل است. دفتر شماری از نهادهای مهم دولتی و خارجی و از جمله مقر فرماندهی ناتو در این خیابان واقع شده‌اند. منطقه شش‌درک با کاخ ریاست‌جمهوری افغانستان، وزارت دفاع افغانستان و سفارت ایالات متحده آمریکا در کابل فاصله کمی دارد.